# 300 символів Києва
300 символів Києва — перелік назв та зображень об'єктів, що належать до символіки м. Києва, поданий Київською міською радою в проєкті власного рішення Про затвердження Положення про символіку м. Києва та Переліку назв та зображень об'єктів, що належать до символіки м. Києва.
Насправді перелік значно ширший, але він отримав таке наймення в пресі за числом нумерованих пунктів (305). Його складають:
- Назви
- Зображення
  - Геральдика територіальної громади
  - Вулиці
  - Площі
  - Альтанки, фонтани
  - Архітектурні ансамблі і комплекси
  - Монументи, пам'ятники, пам'ятні знаки
  - Зображення окремих будинків і споруд
  - Зображення станцій метрополітену
  - Зображення мостів

На кінець травня 2010 року проєкт рішення проходить обговорення в підрозділах Ради.
Запропонований проєкт документа відповідає й світовій, і вітчизняній законодавчій практиці, замінює аналогічне рішення Міськради 1994 року, яке зазнало 10 змін та доповнень. Однак частиною громадськості він був сприйнятий вороже. Це викликано не лише одіозністю нинішньої столичної влади, а й очікуваними витратами бізнесу: через стягнення збору за використання зображень, зокрема, у сувенірній, рекламній продукції, за вживання назв у найменуваннях підприємств, до того ж для використання символіки необхідний дозвіл Головного управління охорони культурної спадщини КМДА.
Важливість Переліку назв та зображень в тому, що ним буде офіційно затверджено сотні давніх та сучасних символів Києва, в тому числі новітні, такі як: Троєщина, Гідропарк, деякі готелі та будівлі державних установ, монументи, пам'ятники, як радянської доби, так і років незалежності. Всі вони можуть викликати симпатію, роздратування, гордість, сором, інші почуття, але чітко асоціюються з багатогранним столичним життям.
Щоправда, дивує відсутність у списку певних об'єктів. Спадають на думку зображення: меморіалу Бабин Яр, стадіону ім. В. Лобановського, приміщення Лялькового театру, вулиць Володимирський узвіз, Липської; та назви: Велика Житомирська (рос. — БЖ), Банкова, Грушевського вулиці, Десятинна церква й вулиця, острів Муромець, і це за наявности маловідомих та невживаних назв.